# Lymnaeoidea
Lymnaeoidea Rafinesque, 1815 è una superfamiglia di molluschi gasteropodi del superordine Hygrophila.

## Tassonomia
Comprende le seguenti famiglie:
- Acroloxidae Thiele, 1931
- Bulinidae P. Fischer & Crosse, 1880
- Burnupiidae Albrecht, 2017
- Lymnaeidae Rafinesque, 1815
- Physidae Fitzinger, 1833
- Planorbidae Rafinesque, 1815

### Alcune specie

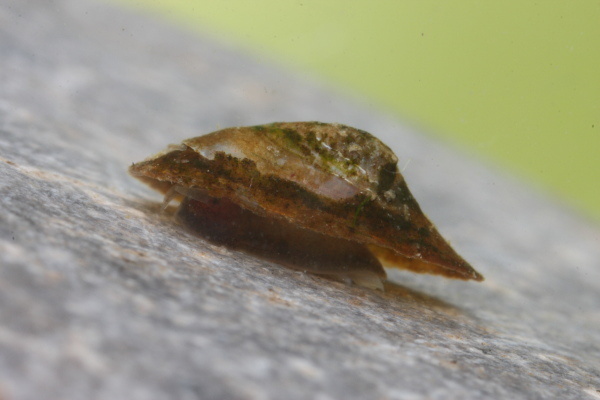
Acroloxus lacustris (Acroloxidae)
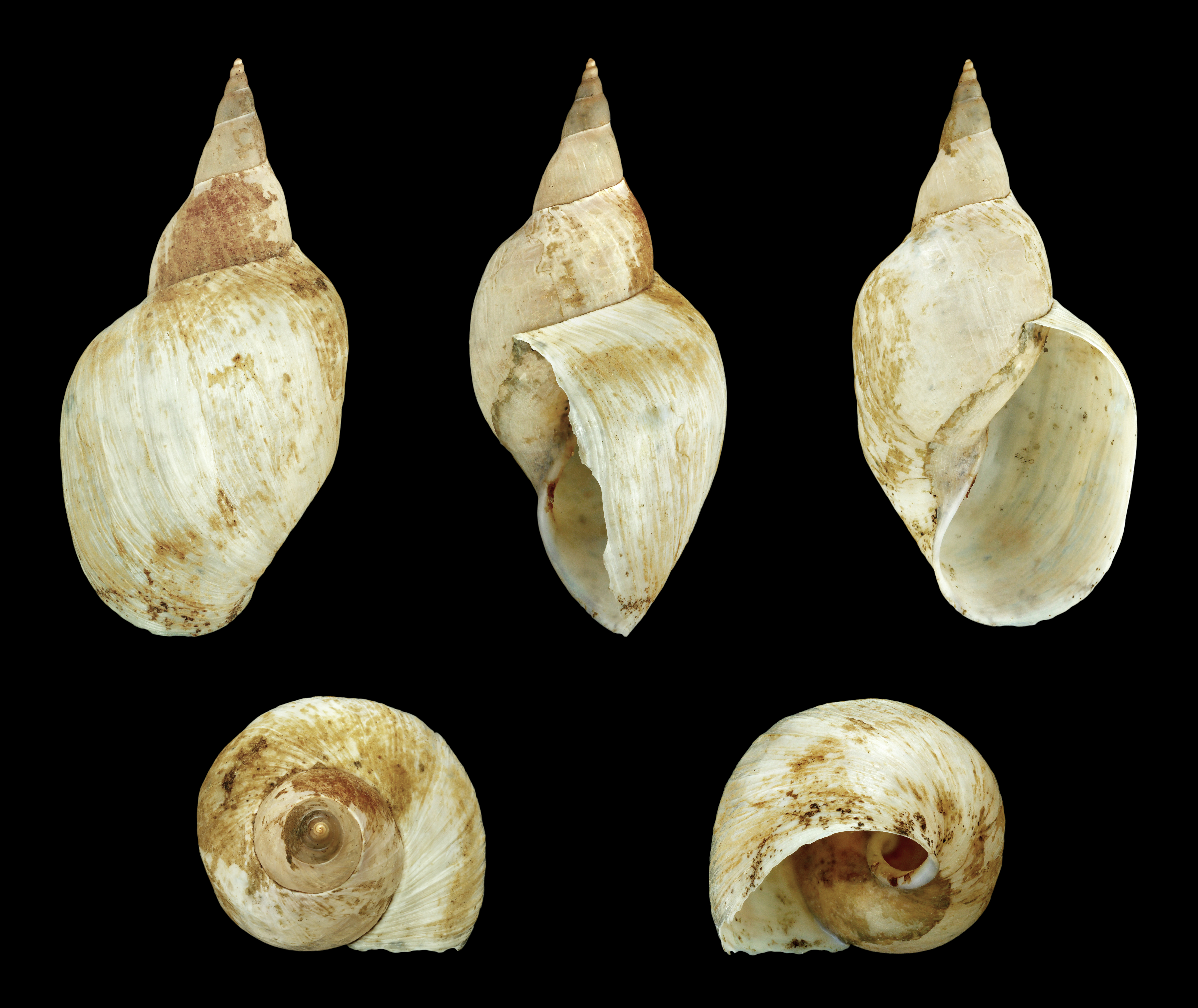
Lymnaea stagnalis (Lymnaeidae)
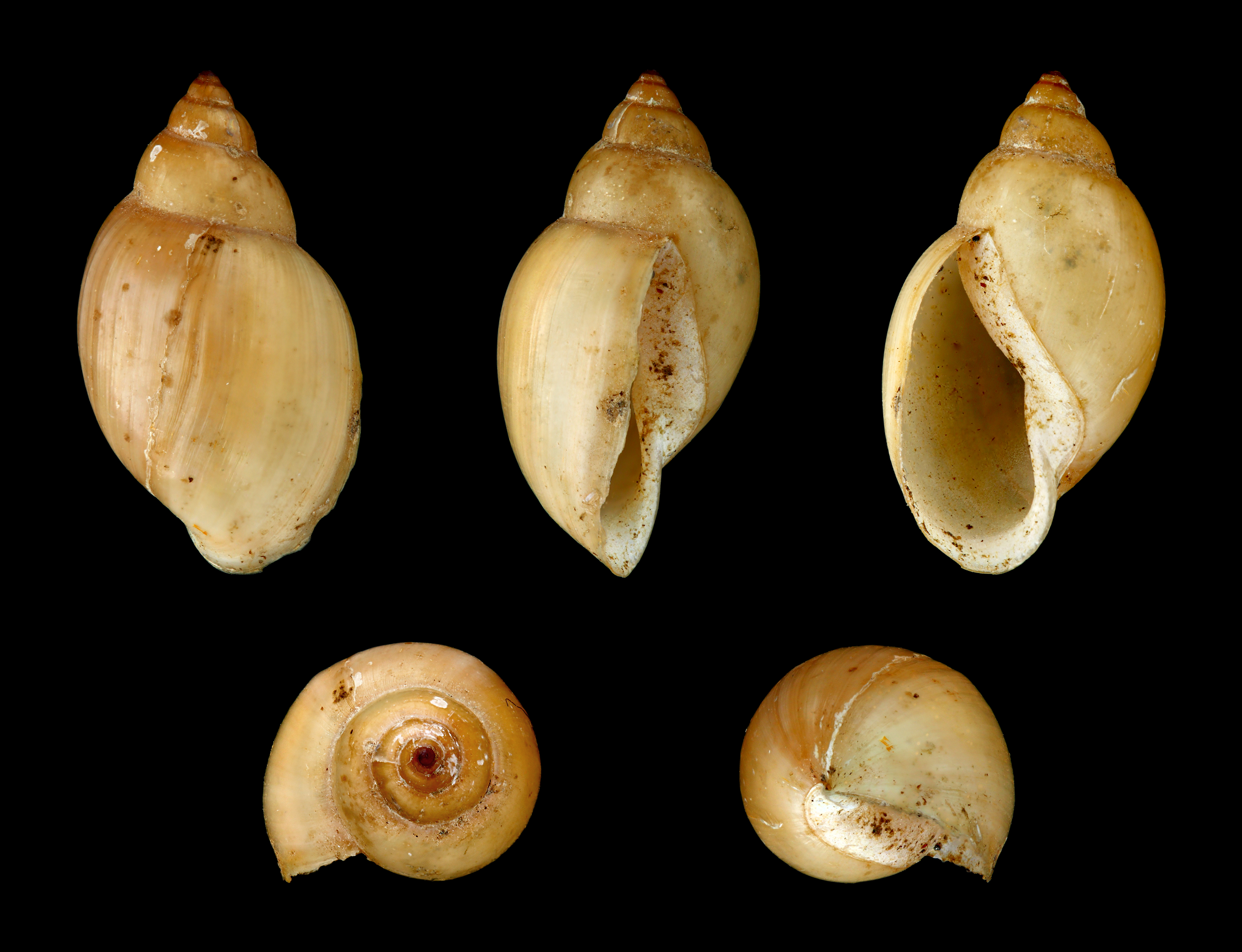
Physella acuta (Physidae)
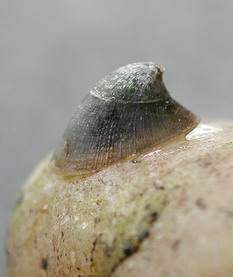
Ancylus fluviatilis (Planorbidae)